# Mepivacain
Mepivacain ist ein Arzneistoff zur örtlichen Betäubung (Lokalanästhetikum). Er wurde 1957 von Bofors patentiert.

## Anwendung
Mepivacain wird hauptsächlich für Infiltrations- und Leitungsanästhesien angewendet. Im Bereich der Leitungsanästhesien wird es häufig bei peripheren Nervenblockaden benutzt. Es hat durch gute Diffusion im Gewebe einen raschen Wirkbeginn und eine Wirkdauer zwischen 1,5 und 3 Stunden.

## Unerwünschte Wirkungen
Wie bei allen Lokalanästhetika kann es auch bei Anwendung von Mepivacain zu unerwünschten Wirkungen kommen. Diese können abhängig von der Höhe des Plasmaspiegels von neurologischen Symptomen bis hin zu Herzrhythmusstörungen reichen.

## Chemische Informationen
Mepivacain ist ein Lokalanästhetikum vom Amid-Typ. Mepivacain ist chiral, arzneilich verwendet wird das Hydrochlorid des Racemats [1:1-Gemisch von (R)-Form und (S)-Form].

## Analytik
Zur zuverlässigen qualitativen und quantitativen Bestimmung des Mepivacains in verschiedenen Untersuchungsmaterialien eignet sich nach adäquater Probenvorbereitung die Kopplung der HPLC oder der Gaschromatographie mit der Massenspektrometrie. Diese analytischen Verfahren können sowohl für Untersuchungen zur Pharmakokinetik als auch für toxikologische bzw. forensische Fragestellungen eingesetzt werden.

## Handelsnamen
Monopräparate

Meaverin (D), Mecain (D), Mepinaest (A), Scandicain (D), Scandonest 3 % ohne Vasokonstriktor (D, A), diverse Generika (D, CH)

Kombinationspräparate

Estradurin (A), Scandonest 2 % mit Epinephrin (A, CH)